# فانس ويلسون (عازف جاز)
فانس ويلسون (بالإنجليزية: Vance Wilson)‏ هو عازف جاز أمريكي، ولد في 1925، وتوفي في 10 أغسطس 2010.

## وصلات خارجية
- فانس ويلسون على موقع ميوزك برينز (الإنجليزية)
- فانس ويلسون على موقع ديسكوغز (الإنجليزية)